# Gisbertus Voetius
Gisbertus Voetius (Gijsbert Voet), född 3 mars 1589 i Heusden, död 1 november 1676 i Utrecht, var en nederländsk reformert teolog, en av pietismens "fäder".
Voetius verkade som präst i Vlijmen från 1611 och i sin födelsestad från 1617. Med framgång kämpande mot romersk-katolska kyrkan, drogs han sedermera in i striderna om kalvinska predestinationsläran och deltog ivrigt i synoden i Dordrecht (1618-19). Han stod på den segrande sidan och fullföljde under de följande åren med all energi kampen mot arminianerna.
År 1634 kallades Voetius till professor i teologi och österländska språk vid det nyinrättade universitetet i Utrecht. Då under åren efter Dordrechtsynoden de religiösa intressena trädde i bakgrunden och staten ganska hänsynslöst utövade sin överhöghet över kyrkorna samt förhindrade en sammanslutning mellan de olika staternas kyrkor, framkallades en reaktion från den allvarligare kristendomens sida. I Zeeland bildades under ledning av Willem Teellinck ett reformparti, som ville gestalta livet helt efter Guds vilja och med utgångspunkt från det medvetna barnaskapet hos Gud. Denna reformrörelse kom också till Friesland och erhöll slutligen ett nytt centrum i Utrecht.
Voetius blev mer och mer den erkände ledaren. Han lade särskild vikt vid en lagisk, med puritansk stränghet genomförd reglering av den enskilde kristnes liv. Hela denna riktning bidrog väsentligt till att fördjupa det religiösa livet i Nederländerna och hade direkt inflytande på den tyska pietismens uppkomst. Den lagiska ståndpunkten hos Voetius gjorde, att han från 1658 med skärpa uppträdde mot Johannes Coccejus, som i enlighet med sin så kallade förbundsteologi höll före, att det gammaltestamentliga sabbatsbudet inte längre gäller. Striden antog stora dimensioner, och hela befolkningen delade sig i två läger, de mera fria coccejanerna och de mera lagiskt bundna, gammaltroende voetianerna.
Till de av Voetius angripna hörde också filosofen Cartesius, vars filosofi han i likhet med många andra teologer ansåg som oförenlig med den kristna tron. I striden mot Cartesius förgick sig Voetius på ett beklagligt sätt. Han beskyllde honom för att vara hemlig jesuit och lyckades genomdriva, att han såsom lögnare och hädare blev offentligen fördömd (1645). Mot slutet av sitt liv uppträdde Voetius mot Jean de Labadie, som ville föra den pietistiska reformrörelsen in på svärmiska och separatistiska banor. Obrottsligt höll Voetius fast vid kyrkan. Under 1600-talet var han över huvud en av den nederländska reformerta kyrkans allra mest betydande män, grundlärd, betydande predikant och ledare på fromhetslivets område.